# Петрушки (Бучанський район)
Петру́шки — село в Україні, у Бучанському районі Київської області. Входить до складу Дмитрівської сільської громади. Населення становить 669 осіб.

## Географія
Село знаходиться приблизно за 15 км від найближчого метро міста Києва (ст. метро Житомирська) та на відстані 3 км від Житомирської траси. На території села розташовано 3 озера, на відстані декількох кілометрів від центру, у кожному з яких водиться риба та в деяких місцях можна купатися.

## Історія
Історія виникнення села Петрушки йде в сиву давнину. Село стояло на горбах, на поймі урочища кочур. Та в XII столітті, за історичною довідкою, воно було спалене, і мирне населення піднялося на ще вищі пагорби, де колись був чорний ліс. Тепер тут село Петрушки. Чому Петрушки? Бо жили тут просто люди, ремісники, овочеводи. Використовуючи цінні породи глини, вони ліпили іграшки-півники («пітушки»).
Розміщення села Петрушки на Київському Поліссі наклало на його історію відповідний відбиток, позначений близькістю до Києва та його міст-сателітів часів Київської Русі. Старий археологічний протопласт цієї місцевості заглиблений у часи Трипільської культури, що захоплювала територію західних околиць Києва ареалом пізнього розвитку цієї культури. Крім цього, село лежить в осередку зони поширення Скіфської, Зарубинецької та Черняхівської культур. Одначе, саме час Київської держави є періодом активного виникнення багатьох населених пунктів цього регіону, і в першу чергу великого супутника Києва — фортеці Білгороду. Також за літописними даними тут (поблизу сучасних Гореничів) розміщувалось село Кочур. Відомостей у літописні часи про Петрушки не зафіксовано, однак, важливими спогадами є те, що тутешня місцевість була добре захищеною від татаро-монгольських військ, які, як відомо, боялися лісу, у якому погано орієнтувались, і таким чином була придатна для переховування населення з розорених населених пунктів.
«Глухі» та історичні текстові джерела XIII—XIV століття також не дають ясної інформації про цю територію, яка за усіма ознаками увійшла у період боротьби князів Великого князівства Литовського з монгольськими військами аж до 1369 року, коли остаточно Київщина стала політично інкорпорована у Велике князівство Литовське. Набіги XV століття, а особливо похід Манглі-Гирея 1485 р. та інші активні набіги кримських орд своєрідним чином «сприяли» тому, що люди тікали у ці захищені місця, а землевласники всіляко сприяли процесу осадження місцевих осад, що почалося активним переселенням населення з Волині наприкінці XVI — на початку XVII століття.
Очевидним фактом є та обставина, що найсприятливішим періодом для виникнення села є часи Андрусівського перемир'я 1678 р., коли кордом між Московською державою і Річчю Посполитою проліг річищами Ірпеня та Стугни. Сюди, з багатьох місцевостей Лівобережжя тікали втікачі. В ці часи осаджені були маєтки Київської греко-католицької метрології у бік сучасних Шибенного, Бабинців.
Читаючи історичну літературу, можна зробити висновок, що село Петрушки утворилося приблизно 1050 року. Коли село Кучари було зруйноване, то люди з цього села переселилися вверх по річці Кочур. Може, саме тоді й було засноване селища Петрушки, Горбовичі, Шпитьки.
А з інших джерел, теж історичних, можна зробити висновок, що селище Петрушки було засноване пізніше, в XIII столітті. Коли в 1240 році орди хана Батия спалили місто Київ і Білгород, то уціліли їх мешканці, ховаючись у зручних безпечних місцях, заснували нові поселення. Одним із таких поселень і стало село Петрушки. Могутній ліс, топкі болота, що були навкруги, робили селище важко доступним для ворога.
Одна з версій походження назви села Петрушки, від слова «петушки» — це музичний інструмент, на якому грають губами. Їх не тільки виробляли в селищі, а й чудово грали всі мешканці.
Там, де тепер розкинулось на горбах та долинах село Петрушки, шумів раніше чорний ліс. Тут і ховались втікачі від татар. Дехто з них тут оселився назавжди. Спершу було в селі 7 хат, пізніше їх стало більше. На початку XX століття посеред села стояв старовинний стовп, на якому було написано: «40 дворів». Старі люди розповідають, що колись вели польських повстанців по дорозі від села Шпитьки, що пролягала тоді через болото і Чорний ліс. Рубали великі дерева, валили їх у болото і по них переходили. Те місце і тепер називається Бродок. Біля болота на горі спочивали, у цій горі ховали свої цінні речі. Називають цю гору і тепер Скавиця (від слова схов). Кілька разів перекопували гору петрушани, шукали скарб, але не знайшли. І тепер старі люди стверджують, що десь під березою в Чорному лісі заховані скарби.
Один із польських повстанців нібито втік і оселився в нашому селі. Прізвище його було Петратевський чи Петрушевський. Деякі кажуть, що від нього і пішла назва села Петрушки.
У 1900 році власницьке село Білогородської волості Київського повіту Київської губернії. Відстань від повітового міста 25  верст, від волості 6. Дворів 88, мешканців 589, 1 школа грамоти, 1 водяний млин, 1 суспільний запасний хлібний магазин, 1 пожежна частина. Село належить поміщиці Капітоліні Михайлівній Дунін-Боровській.
У 1890 році в селі обладнав агрономічну лабораторію і працював Вікентій Хвойка, дослідник Трипільської культури.

## Сьогодення
У центрі села розташовані магазини, мед.пункт, церква, невеликий готель та декілька кафе. Уздовж трьох центральних вулиць села в урожайний період місцеві мешканці в денний час продають свою сільську господарську продукцію: овочі, фрукти тощо.
У селі знаходиться одна невелика молочна ферма, також багато мешканців продають домашні молоко та яйця.
Більшість працюючого населення працює в м. Києві, частина — в найближчих більш розвинених селах — с. Стоянка, с. Гореничі.